# Comuna Bălăceana, Suceava
Bălăceana este o comună în județul Suceava, Bucovina, România, formată numai din satul de reședință cu același nume.

## Descrierea stemei
Stema comunei Bălăceana se compune dintr-un scut triunghiular cu marginile rotunjite, despicat. În partea stângă, în câmp argintiu, se află o lumânare aprinsă, de culoare roșie, cu nimb în jurul flăcării. În partea dreaptă, în câmp roșu, se află o lumânare aprinsă, de culoare argintie, cu nimb în jurul flăcării. Scutul este trimbrat de o coroană murală de argint cu un turn crenelat.
Semnificația elementelor însumate
Stema redă întocmai emblema sigilară a localității din anii 1798 și 1877. Argintul provine din cuvântul slav "băl" = "alb strălucitor", care dă denumirea localității.
Coroana murală cu un turn crenelat semnifică faptul că localitatea are rangul de comună.

## Demografie
Componența etnică a comunei Bălăceana
     Români (95,68%)
     Alte etnii (4,32%)
Componența confesională a comunei Bălăceana
     Ortodocși (90,98%)
     Martori ai lui Iehova (3,87%)
     Alte religii (1,04%)
     Necunoscută (4,1%)
Conform recensământului efectuat în 2021, populația comunei Bălăceana se ridică la 1.342 de locuitori, în scădere față de recensământul anterior din 2011, când fuseseră înregistrați 1.520 de locuitori. Majoritatea locuitorilor sunt români (95,68%). Din punct de vedere confesional, majoritatea locuitorilor sunt ortodocși (90,98%), cu o minoritate de martori ai lui Iehova (3,87%), iar pentru 4,1% nu se cunoaște apartenența confesională.

## Politică și administrație
Comuna Bălăceana este administrată de un primar și un consiliu local compus din 9 consilieri. Primarul, Constantin-Octavian Cojocariu[*], de la Partidul Social Democrat, este în funcție din octombrie 2020. Începând cu alegerile locale din 2024, consiliul local are următoarea componență pe partide politice:
|  | Partid                    | Consilieri | Componența Consiliului | Componența Consiliului | Componența Consiliului | Componența Consiliului | Componența Consiliului | Componența Consiliului | Componența Consiliului | Componența Consiliului |
|  | ------------------------- | ---------- | ---------------------- | ---------------------- | ---------------------- | ---------------------- | ---------------------- | ---------------------- | ---------------------- | ---------------------- |
|  | Partidul Social Democrat  | 8          |                        |                        |                        |                        |                        |                        |                        |                        |
|  | Partidul Național Liberal | 1          |                        |                        |                        |                        |                        |                        |                        |                        |

## Recensământul din 1930
Componența etnică a comunei Bălăceana
     Români (85%)
     Germani (7%)
     Evrei (5%)
     Polonezi (0,3%)
     Altă etnie (2,7%)
Componența confesională a comunei Bălăceana
     Ortodocși (87,85%)
     Romano-catolici (1,15%)
     Mozaici (5%)
     Evanghelici\Luterani (4,9%)
     Greco-catolici (1,4%)
Conform recensământului efectuat în 1930, populația comunei Bălăceana se ridica la 2671 locuitori. Majoritatea locuitorilor erau români (85,0%), cu o minoritate de germani (7,0%), una de evrei (5,0%) și una de polonezi (0,3%). Alte persoane au declarat: altă etnie (2,7%). Din punct de vedere confesional, majoritatea locuitorilor erau ortodocși (87,85%), dar existau și romano-catolici (1,15%), mozaici (5,0%), evanghelici\luterani (4,9%) și greco-catolici (1,4%).

## Legături externe
Materiale media legate de Bălăceana la Wikimedia Commons